# Crotalaria mentiens
Crotalaria mentiens är en ärtväxtart som beskrevs av Roger Marcus Polhill. Crotalaria mentiens ingår i släktet sunnhampor, och familjen ärtväxter. IUCN kategoriserar arten globalt som starkt hotad. Inga underarter finns listade i Catalogue of Life.